# Wat (gatunek literacki)
Wat – gatunek literacki spotykany w prozie indyjskiej i pakistańskiej tworzonej w języku radżastani. Tematyka prezentowana w watach to popularne wątki dżinijskie.